# X Games de Invierno Noruega 2020
La V edición de los X Games de Invierno Noruega se celebró en Hafjell (Noruega) entre el 7 y el 8 de marzo de 2020 bajo la organización de la empresa de televisión ESPN.
Se disputaron pruebas de esquí acrobático y snowboard.

## Medallistas de esquí acrobático

### Masculino
| Evento       | Oro                           | Plata                         | Bronce                 |
| ------------ | ----------------------------- | ----------------------------- | ---------------------- |
| Big air      | Antoine Adelisse Francia      | Birk Ruud · Noruega           | Andri Ragettli · Suiza |
| Knuckle Huck | Alexander Hall Estados Unidos | –                             | –                      |
| Slopestyle   | Andri Ragettli · Suiza        | Alexander Hall Estados Unidos | Fabian Bösch · Suiza   |

### Femenino
| Evento     | Oro                          | Plata                        | Bronce                  |
| ---------- | ---------------------------- | ---------------------------- | ----------------------- |
| Big air    | Megan Oldham · Canadá        | Maggie Voisin Estados Unidos | Johanne Killi · Noruega |
| Slopestyle | Maggie Voisin Estados Unidos | Mathilde Gremaud · Suiza     | Giulia Tanno · Suiza    |

## Medallistas de snowboard

### Masculino
| Evento       | Oro                        | Plata                   | Bronce                   |
| ------------ | -------------------------- | ----------------------- | ------------------------ |
| Big air      | Mark McMorris · Canadá     | Maxence Parrot · Canadá | Darcy Sharpe · Canadá    |
| Knuckle Huck | Marcus Kleveland · Noruega |                         |                          |
| Slopestyle   | Maxence Parrot · Canadá    | Mark McMorris · Canadá  | Ståle Sandbech · Noruega |

### Femenino
| Evento     | Oro                                | Plata                 | Bronce                 |
| ---------- | ---------------------------------- | --------------------- | ---------------------- |
| Big air    | Anna Gasser · Austria              | Miyabi Onitsuka Japón | Laurie Blouin · Canadá |
| Slopestyle | Zoi Sadowski-Synnott Nueva Zelanda | Kokomo Murase Japón   | Brooke Voigt · Canadá  |